# 12,8 cm Flak 40
12.8 cm FlaK 40 — німецька зенітна гармата часів Другої світової війни.

## Історія
Розробка гармати почалась у 1936 році одним з підрозділів корпорації Rheinmetall. Перший прототип пройшов тестування в кінці 1937 року. Гармата важила близько 12 тон, а для транспортування доводилось демонтувати ствол. Це здалось непрактичним, тому у 1938 році було прийнято рішення про необхідність вдосконалення конструкції.
Врешті розробники вирішили спростити основу гармати, вважаючи, що у більшості випадків її буде надійно закріплено у бетоні. Загальна маса системи складала 26,5 тон, тому фактично вона була нетранспортабельною. Втім, це не мало великого значення, оскільки ця зброя застосовувалась переважно у статичних захисних спорудах. Наприклад, такі гармати встановлювались у баштах протиповітряної оборони в Берліні та інших містах. Приблизно 200 гармат були змонтовані на платформи для пересування залізницею.
Гармата стріляла снарядом вагою 27,9 кг зі швидкістю 880 м/с на максимально можливу висоту у 14800 м. Снаряд був у чотири рази потужніший, ніж ті, що використовувались у гарматах калібру 88 мм, але при цьому летів майже з тією ж самою швидкістю.

## Варіанти
- базовий 12.8 cm FlaK 40

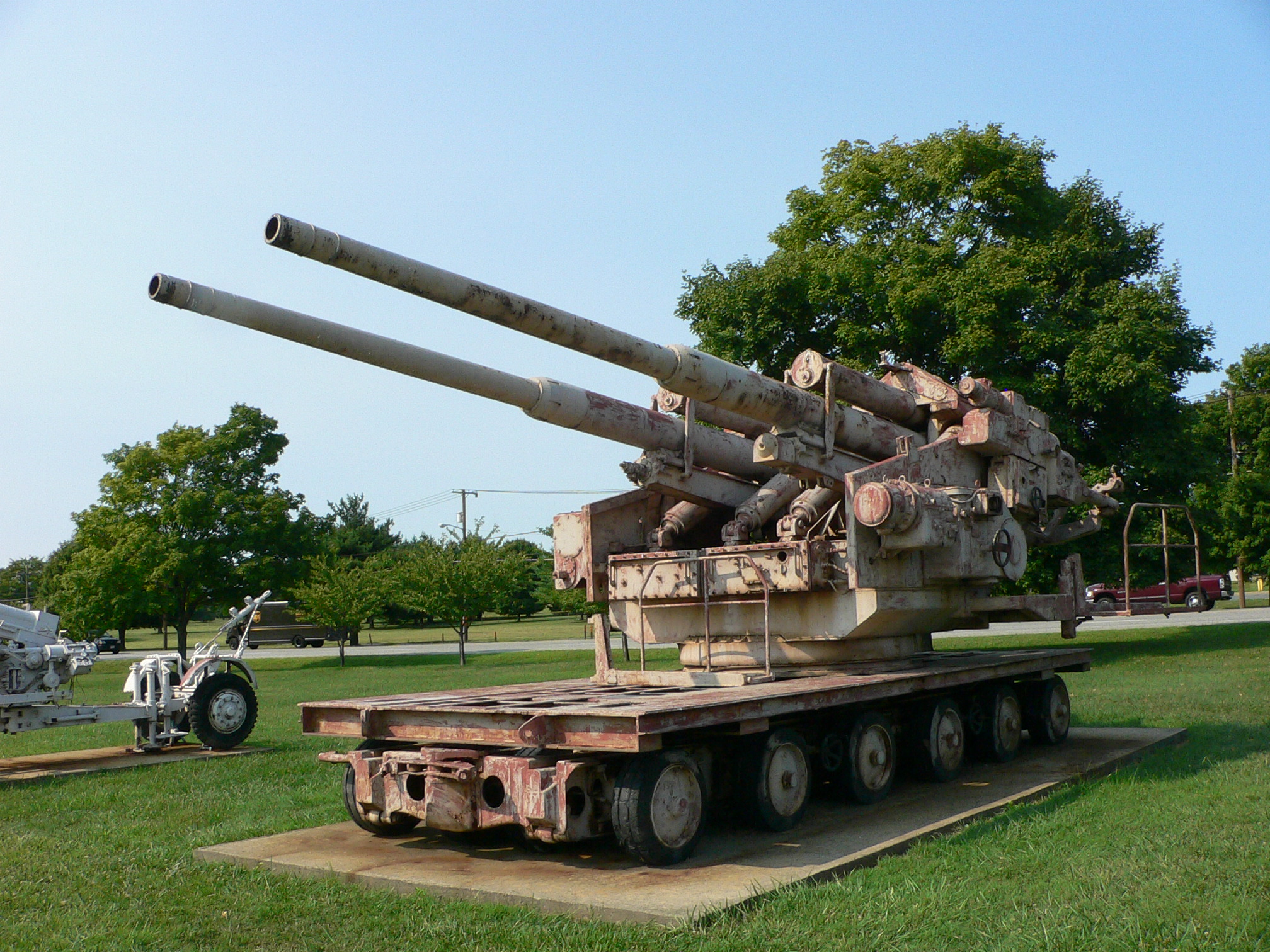
Flakzwilling 40

- спарені гармати на одній платформі 12.8 cm Flakzwilling 40/2. Всього було випущено 34 таких системи[1]
- протитанковий варіант 12.8 cm PaK 40. Використовувались у САУ Sturer Emil[2], але не попали у серійне виробництво.